# Tour de France 2007/14. Etappe
| Ergebnis der 14. Etappe            | Ergebnis der 14. Etappe | Ergebnis der 14. Etappe |
| ---------------------------------- | ----------------------- | ----------------------- |
| Etappe 14                          |                         |                         |
| Etappensieger                      | Alberto Contador        | 5:25:48 h (36,280 km/h) |
| Zweiter                            | Michael Rasmussen       | gl. Zeit                |
| Dritter                            | Mauricio Soler          | + 0:37 min              |
| Vierter                            | Levi Leipheimer         | + 0:40 min              |
| Fünfter                            | Carlos Sastre           | + 0:53 min              |
| Sechster                           | Andreas Klöden          | + 1:52 min              |
| Siebter                            | Cadel Evans             | gl. Zeit                |
| Achter                             | Antonio Colom           | + 2:23 min              |
| Neunter                            | Andrei Kaschetschkin    | gl. Zeit                |
| Zehnter                            | Jaroslaw Popowytsch     | + 3:06 min              |
| Kämpferischster Fahrer             | Antonio Colom           | Antonio Colom           |
| Zwischenstände nach der 14. Etappe |                         |                         |
| Gelbes Trikot                      | Michael Rasmussen       | 64:12:15 h              |
| Zweiter                            | Alberto Contador        | + 2:23 min              |
| Dritter                            | Cadel Evans             | + 3:04 min              |
| Grünes Trikot                      | Tom Boonen              | 195 P.                  |
| Zweiter                            | Robert Hunter           | 175 P.                  |
| Dritter                            | Erik Zabel              | 174 P.                  |
| Gepunktetes Trikot                 | Michael Rasmussen       | 142 P.                  |
| Zweiter                            | Mauricio Soler          | 140 P.                  |
| Dritter                            | Jaroslaw Popowytsch     | 104 P.                  |
| Weißes Trikot                      | Alberto Contador        | 64:14:38 h              |
| Zweiter                            | Mauricio Soler          | + 9:08 min              |
| Dritter                            | Kanstanzin Siuzou       | + 20:30 min             |
| Teamwertung                        | Discovery Channel       | 192:54:08 h             |
| Zweiter                            | Team Astana             | + 1:58 min              |
| Dritter                            | Rabobank                | + 7:58 min              |

Die 14. Etappe der Tour de France 2007 am 22. Juli war 197 Kilometer lang und führte die Fahrer von Mazamet durch die südwestliche Region Midi-Pyrénées in die Pyrenäen auf das Plateau de Beille. Die fünfte Bergetappe wies insgesamt drei Bergwertungen auf, darunter, mit dem Port de Pailhères und dem Schlussanstieg zum Plateau de Beille, zwei Berge der höchsten Kategorie (HC) und galt als „Königsetappe“ der Pyrenäen-Durchfahrt.
Das Teilstück startete gleich zu Beginn mit dem neun Kilometer langen Anstieg zur Côte de Saint-Sarraille, in dem sich mehrere Gruppen erfolglos versuchten abzusetzen, da das Hauptfeld immer wieder Nachführarbeit leistete. In der sich nach der Bergwertung anschließenden Abfahrt setzte sich erneut eine Gruppe ab, die aus 15 Fahrern bestand. Dahinter lag zunächst eine zwölfköpfige Verfolgergruppe, in der auch der Träger des Gelben Trikots Michael Rasmussen fuhr, gefolgt vom Peloton. Bei Rennkilometer 19,5 schlossen die Verfolger dann zu den Führenden auf, womit 27 Fahrer an der Spitze lagen, darunter, neben Rasmussen, Jaroslaw Popowytsch, Kim Kirchen, Jens Voigt, Mauricio Soler, Juan Manuel Gárate und David de la Fuente. Kurz nach dem Zusammenschluss der Gruppe setzte sich aus dieser Rubén Pérez ab, dem wenig später Antonio Colom, Amets Txurruka, Aljaksandr Kuschynski, Carlos Barredo und José Iván Gutiérrez folgten. Die restlichen 21 Fahrer waren inzwischen, durch die Tempoarbeit des Team Predictor-Lotto, ins Peloton zurückgefallen.
Im leicht ansteigenden Teilstück zum Port de Pailhères ließen die Fahrer des Hauptfeldes das Sextett ziehen. Bis zum Rennkilometer 63 bauten die Ausreißer den Vorsprung auf 11:20 Minuten aus, ehe im Peloton die Geschwindigkeit erhöht wurde und der Rückstand verkleinert wurde. Am Fuß des Anstiegs zum Port de Pailhères, nach 130 gefahrenen Kilometern, betrug der Vorsprung der Führungsgruppe noch etwa 6:30 Minuten, wobei die Teams im Hauptfeld das Renngeschehen weitestgehend kontrollierten.
Als Erster der Ausreißer musste der Weißrusse Kuschynski in den Kehren des Pailhères, der zum dritten Mal nach 2003 und 2005 im Programm der Tour stand, seine Konkurrenten davonziehen lassen, wodurch im französisch-spanischen Grenzgebiet fünf Spanier an der Spitze des Rennens lagen. Pérez und Txurruka von Euskaltel-Euskadi forcierten in der Führungsgruppe immer wieder das Tempo und versuchten so ihre drei Mitkonkurrenten aus der Reserve zu locken. Schließlich verblieben nur die beiden Euskaltel-Fahrer und Colom in Führung, während das Peloton drastisch geschrumpft war und unter anderem auch Christophe Moreau, Fränk Schleck, Mikel Astarloza, Linus Gerdemann, Juan José Cobo, Iban Mayo und Alexander Winokurow zurückgefallen waren. In der Folge konnte Gutiérrez wieder zur Führungsgruppe aufschließen und erreichte mit den anderen drei Fahrern gemeinsam den Gipfel mit 2:55 Vorsprung auf die Verfolgergruppe um das Gelbe Trikot, die noch etwa 25 Fahrer stark war, sich in der anschließenden 34 Kilometer langen Abfahrt nach Les Cabannes aber wieder auffüllte.
Am Beginn des Anstiegs zum Plateau de Beille, das zum vierten Mal Zielort einer Etappe war, 16 Kilometer vor dem Ziel, war der Vorsprung der Ausreißer weiter, auf 2:32 Minuten, geschrumpft und Barredo hatte zu seinen vier Mitstreitern wieder aufschließen können. Gleich nach dem Ortsausgang von Les Cabannes verloren Barredo und Pérez den Anschluss in der Führungsgruppe, während in der Verfolgergruppe ebenfalls die ersten Fahrer wieder abreißen lassen mussten, da die Rabobank-Mannschaft mit vollem Tempo in den Berg hinein fuhr. Colom war dann der erste der noch drei Führenden, der attackierte und sich absetzte. Inzwischen hatte sich die Verfolgergruppe auf zehn Fahrer verkleinert. In ihr befanden sich Michael Rasmussen, Jaroslaw Popowytsch, Mauricio Soler, Michael Boogerd, Cadel Evans, Andreas Klöden, Andrei Kaschetschkin, Carlos Sastre, Alberto Contador und Levi Leipheimer. Sie holten in der Folge die Ausreißer, mit Ausnahme von Colom, ein. Als sich mit Boogerd der letzte Helfer Rasmussens aus der Führungsarbeit ausklinkte, übernahm Popowytsch für seine Kapitäne Contador und Leipheimer das Tempo. Als nächster Fahrer konnte Klöden das Tempo nicht mehr halten, und nachdem Popowytsch mit seinen Kräften am Ende war, attackierten Leipheimer und Contador, deren Angriffe wenig später Rasmussen konterte. Durch die Attacken blieben Rasmussen, Contador, Evans, Leipheimer, Sastre und Soler alleine in der Verfolgung. Eine weitere Attacke von Soler brachte Leipheimer und Sastre kurzfristig in Schwierigkeiten. Dann griff Contador an und nur noch Rasmussen war in der Lage das Tempo mitzugehen. Etwa 3,4 Kilometer vor dem Ziel überholte das Duo Contador-Rasmussen dann den letzten Ausreißer und Führenden Colom. Schließlich sicherte sich Alberto Contador seinen ersten Etappensieg im Sprint gegen Michael Rasmussen. Als Dritter erreichte Maurico Soler das Ziel mit 38 Sekunden Rückstand auf den Sieger. Andreas Klöden und Cadel Evans kamen gemeinsam als Etappensechste und -siebte mit 1:52 Minuten Rückstand auf dem Plateau an. Alexander Winokurow kam fast eine halbe Stunde nach Contador ins Ziel und konnte seine Hoffnungen auf den Gesamtsieg endgültig begraben.
In der Gesamtwertung behielt Michael Rasmussen die Führung mit nun aber 2:23 Minuten Vorsprung auf Alberto Contador, der seine Führung in der Nachwuchswertung ebenfalls ausbauen konnte, und 3:04 Minuten auf Cadel Evans. In der Bergwertung verteidigte Rasmussen seinen Vorsprung knapp vor Maurico Soler, während Tom Boonen in der Wertung um das Grüne Trikot in Führung blieb. Die Spitzenposition in der Mannschaftswertung eroberte Discovery Channel.

## Aufgaben
- 209 Francisco José Ventoso – vor dem Start der Etappe, Trauma an der linken Hand nach Sturz auf der 11. Etappe

## Zwischensprints
1. Zwischensprint in Carcassonne (Kilometer 46,5) (133 m ü. NN)
| Erster  | Aljaksandr Kuschynski | 6 P. und 6 s |
| Zweiter | Rubén Pérez           | 4 P. und 4 s |
| Dritter | José Iván Gutiérrez   | 2 P. und 2 s |

2. Zwischensprint in Campagne-sur-Aude (Kilometer 91,5) (281 m ü. NN)
| Erster  | Carlos Barredo        | 6 P. und 6 s |
| Zweiter | Aljaksandr Kuschynski | 4 P. und 4 s |
| Dritter | José Iván Gutiérrez   | 2 P. und 2 s |

## Bergwertungen
Côte de Saint-Sarraille, Kategorie 2 (Kilometer 9) 810 m ü. NN; 9,0 km à 5,3 %)
| Erster   | David de la Fuente  | 10 P. |
| Zweiter  | Mauricio Soler      | 9 P.  |
| Dritter  | Jaroslaw Popowytsch | 8 P.  |
| Vierter  | Juan Manuel Gárate  | 7 P.  |
| Fünfter  | Gorka Verdugo       | 6 P.  |
| Sechster | Laurent Lefèvre     | 5 P.  |

Port de Pailhères, Kategorie HC (Kilometer 146,5) (2001 m ü. NN; 16,8 km à 7,2 %)
| Erster   | Rubén Pérez         | 20 P. |
| Zweiter  | Amets Txurruka      | 18 P. |
| Dritter  | Antonio Colom       | 16 P. |
| Vierter  | José Iván Gutiérrez | 14 P. |
| Fünfter  | Carlos Barredo      | 12 P. |
| Sechster | Mauricio Soler      | 10 P. |
| Siebter  | Michael Rasmussen   | 8 P.  |
| Achter   | Thomas Dekker       | 7 P.  |
| Neunter  | Michael Boogerd     | 6 P.  |
| Zehnter  | Denis Menschow      | 5 P.  |

Plateau de Beille, Kategorie HC (Kilometer 197) (1780 m ü. NN; 15,9 km à 7,9 %)
| Erster   | Alberto Contador     | 40 P. |
| Zweiter  | Michael Rasmussen    | 36 P. |
| Dritter  | Mauricio Soler       | 32 P. |
| Vierter  | Levi Leipheimer      | 28 P. |
| Fünfter  | Carlos Sastre        | 24 P. |
| Sechster | Andreas Klöden       | 20 P. |
| Siebter  | Cadel Evans          | 16 P. |
| Achter   | Antonio Colom        | 14 P. |
| Neunter  | Andrei Kaschetschkin | 12 P. |
| Zehnter  | Jaroslaw Popowytsch  | 10 P. |

*Die Punkte der Bergwertung werden verdoppelt, wenn der letzte Pass der Etappe der Kategorie HC, 1 oder 2 entspricht.